# Cardamine raphanifolia
Cardamine raphanifolia är en korsblommig växtart som beskrevs av Pierre André Pourret de Figeac. Cardamine raphanifolia ingår i släktet bräsmor, och familjen korsblommiga växter.

## Underarter
Arten delas in i följande underarter:
- C. r. acris
- C. r. barbareoides
- C. r. gallaecica
- C. r. raphanifolia

## Bildgalleri

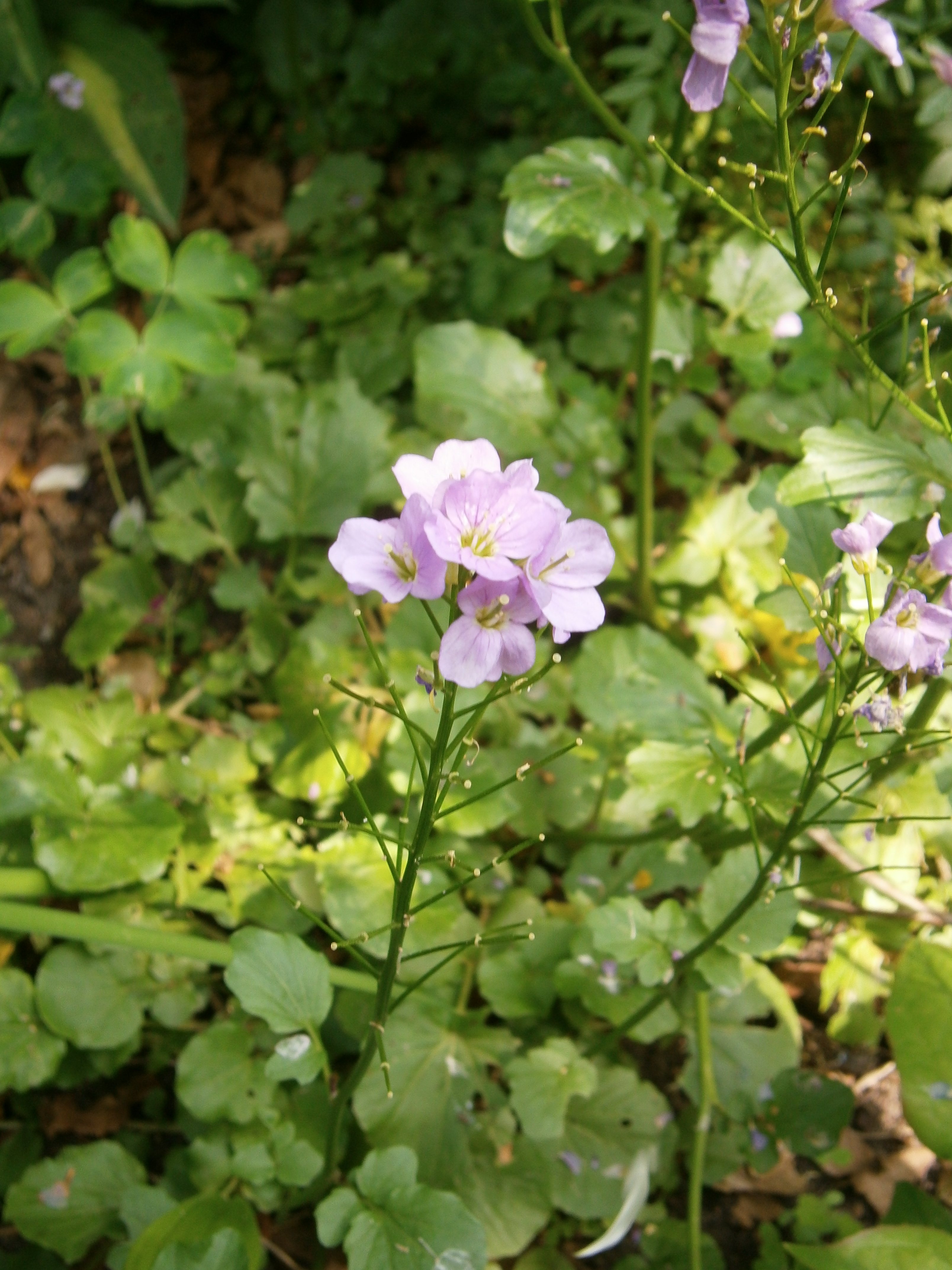
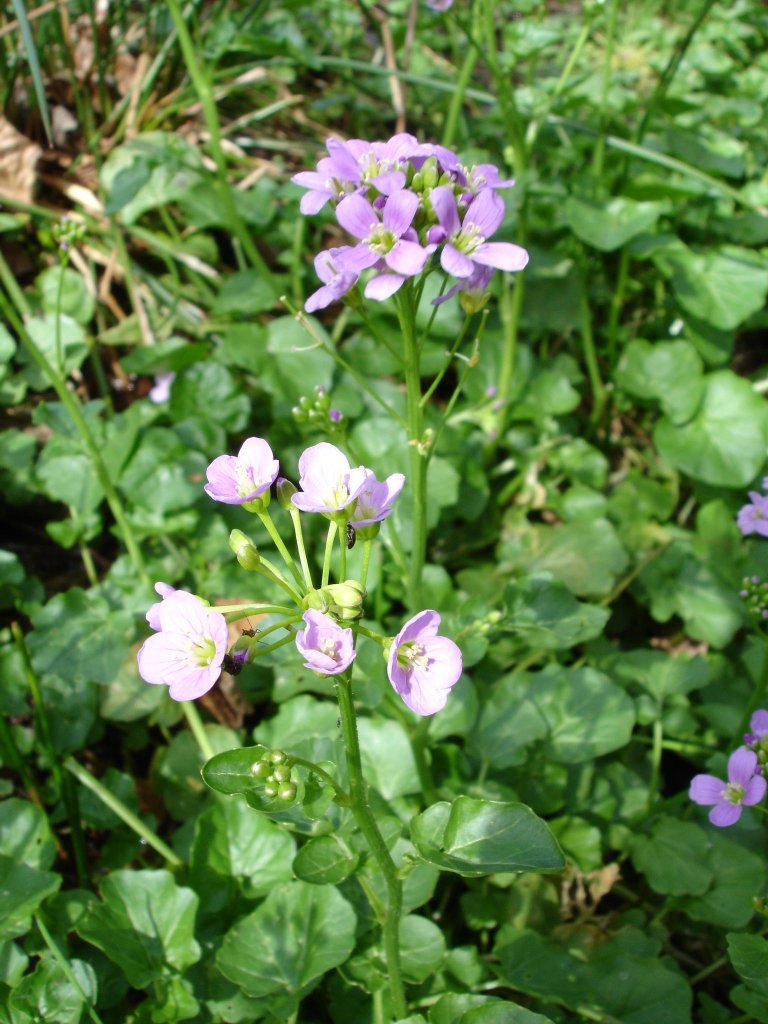
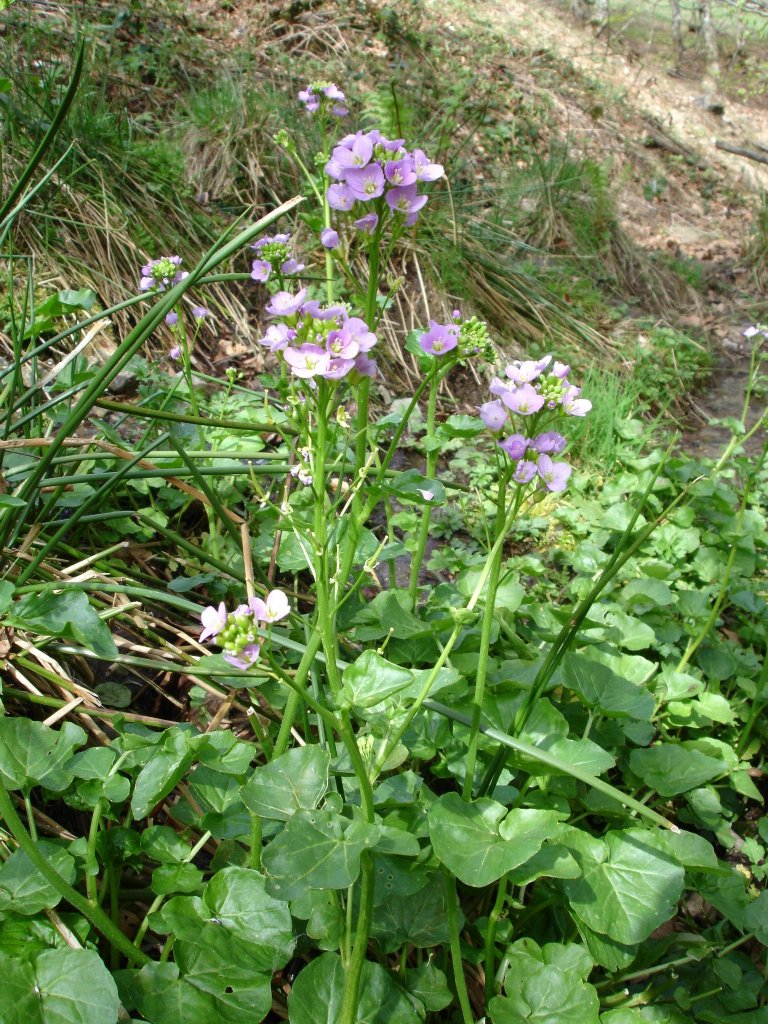
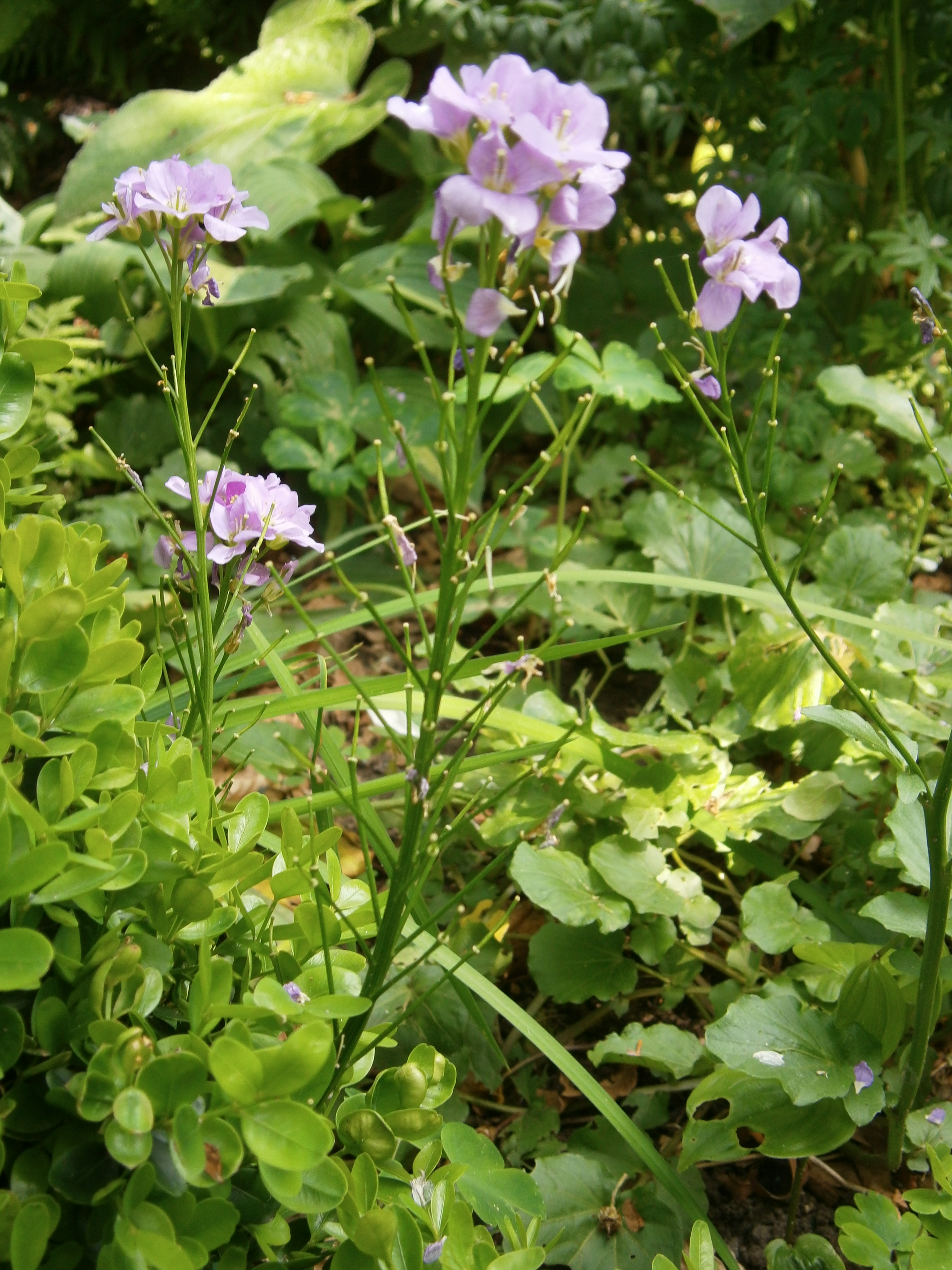
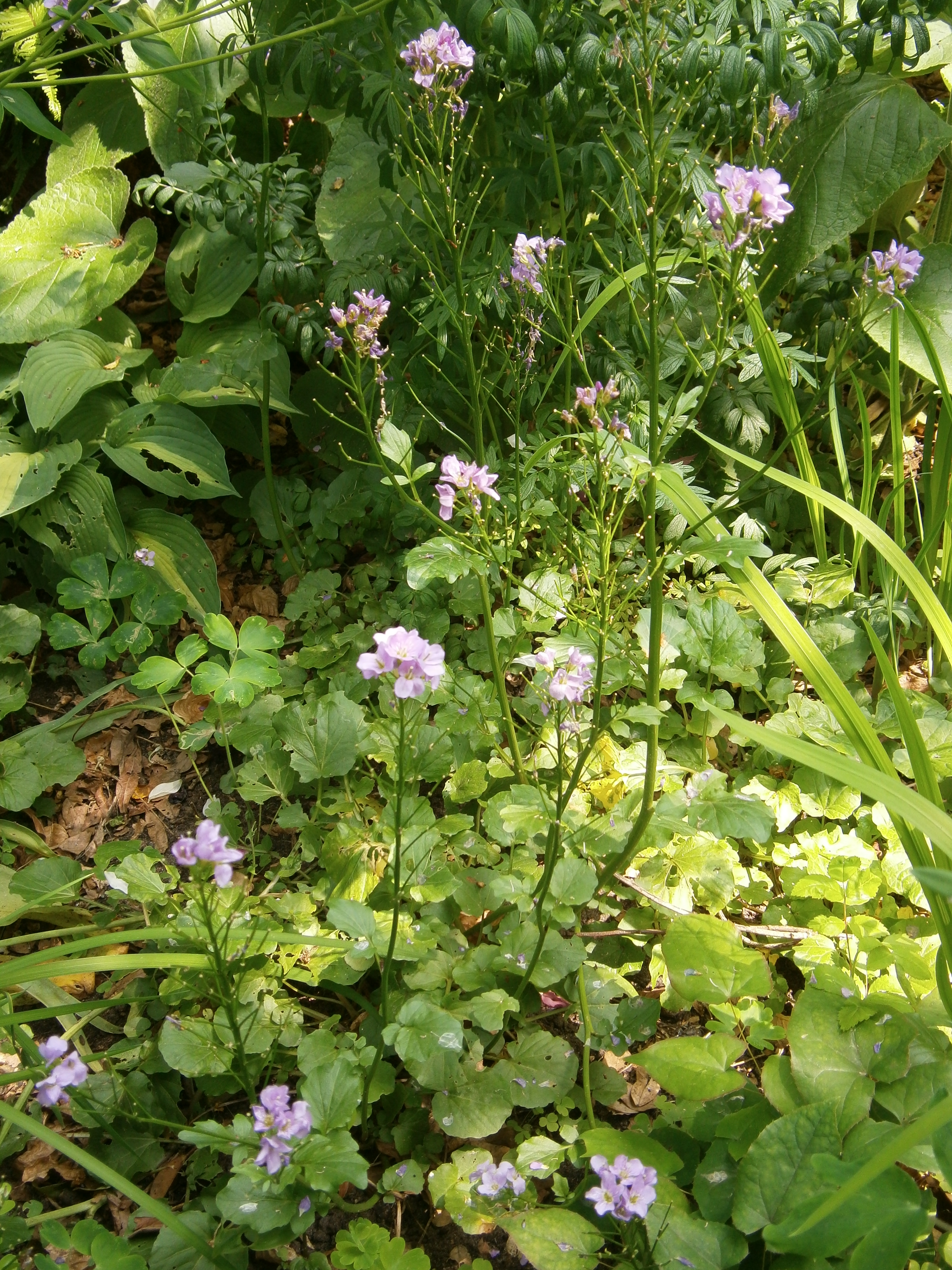
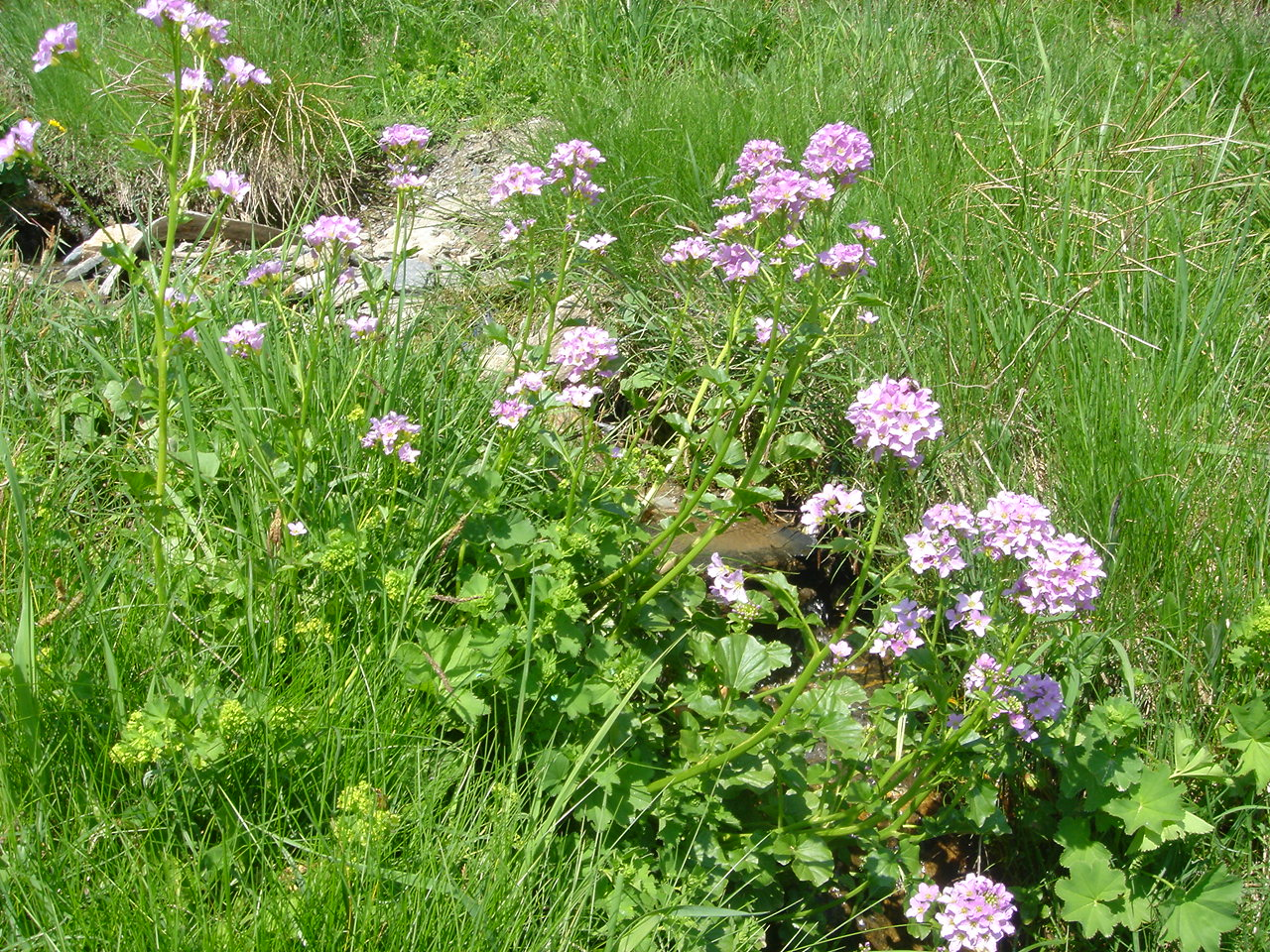